# Ulmer Vertrag
Der Ulmer Vertrag (auch als Ulmer Akkord bezeichnet) war ein Neutralitätsabkommen zwischen der Katholischen Liga und der Protestantischen Union unter französischer Vermittlung.
Die französische Diplomatie bewirkte die Unterzeichnung des Vertrags am 23. Junijul. / 3. Juli 1620greg. aufgrund zweier Kriterien. Zum einen war klar, dass Friedrich V. von der Pfalz (1596–1632) Böhmen nicht würde halten können und der Sieg der Habsburger auf dieses Gebiet beschränkt bleiben sollte. Zum anderen war sich der französische Hof sicher, dass eine von der möglichen Last des Bruderkriegs befreite protestantische Union die rheinischen Gebiete gegen spanische Ansprüche verteidigen würde. Diese zweite Annahme erwies sich als Fehlkalkulation, da eine protestantische Front gegen Spanien bzw. gegen die Truppenverschiebungen des spanischen Generals Ambrosio Spinola (1569–1630), der den Angriff auf die Kurpfalz vorbereitete, nicht erkennbar war.